# Fibronektin

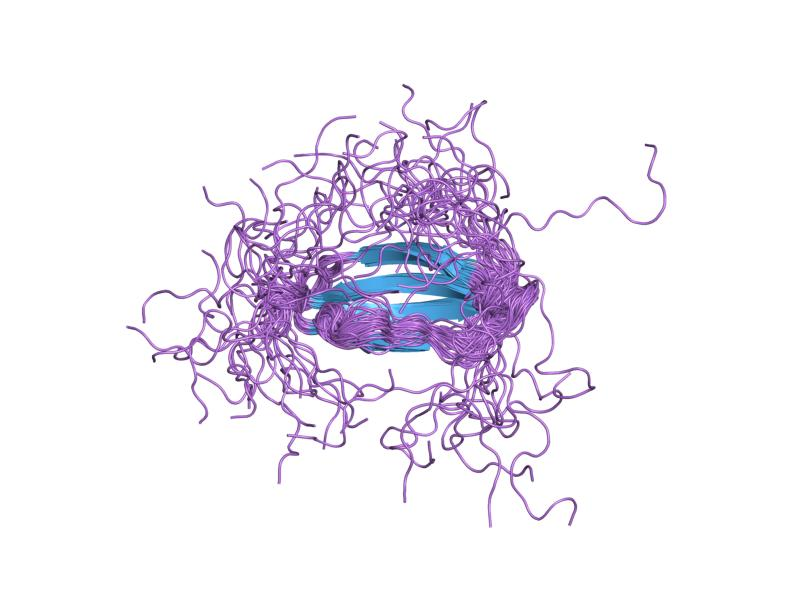
Fibronektin

Fibronektiny jsou velké přilnavé glykoproteiny. Vyskytují se na povrchu buněčných membrán, v mezibuněčné hmotě a volně v tělních tekutinách. Z chemického hlediska jsou to heterodimerní látky, jsou složené ze dvou podjednotek spojených disulfidickou vazbou. Existují dvě hlavní skupiny fibronektinů:
- rozpustný, plazmatický fibronektin („studený“) je důležitou složkou krevní plazmy (300 μg/ml) a vyrábí ho hepatocyty v játrech
- nerozpustný, buněčný fibronektin je hlavní složkou tzv. extracelulární matrix (mimobuněčné hmoty). Vyrábí ho například fibroblasty.

## Funkce
Fibronektin se může vázat na celou řadu všudypřítomných biomolekul, jako je kolagen, fibrin, heparin, DNA, aktin, integriny a podobně. Díky tomu má také obrovskou škálu funkcí; umožňuje buněčnou adhezi, opsonizaci, hojení ran a udržování tvaru buněk, vývoj a morfogenezi, obranu před metastazováním nádorů a patologickým rozvojem cévního systému, jenž by mohl vést k rakovině.